# Skyšice
Skyšice je vesnice v okrese Mladá Boleslav, je součástí obce Domousnice. Nachází se 2,9 kilometru severně od Domousnic. Vesnicí protéká Řitonický potok. Vesnicí vede silnice II/279.

## Historie
První písemná zmínka o vesnici pochází z roku 1340.

## Pamětihodnosti
- Socha Panny Marie naproti čp. 19 a čp. 2